# Sint-Amandus en Heilig Hartkerk

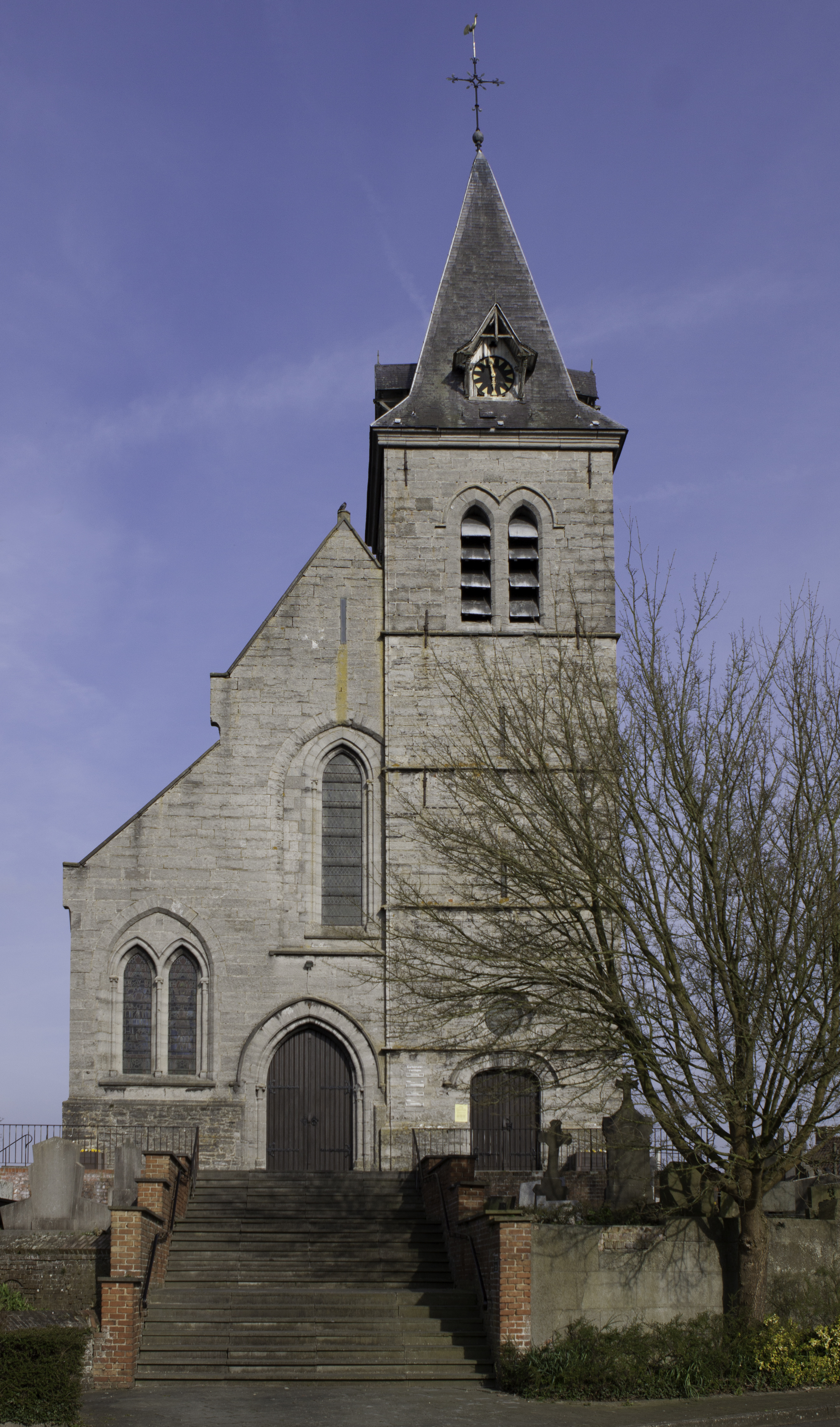
Sint-Amandus en Heilig Hartkerk

De Sint-Amandus en Heilig Hartkerk is de parochiekerk van de tot de West-Vlaamse gemeente Spiere-Helkijn behorende plaats Spiere, gelegen aan het Robecijnplein.

## Geschiedenis
Er zou wellicht al in 840 een kerk in Spiere hebben bestaan, maar de eerste schriftelijke bronnen zijn van 1095, toen het patronaatsrecht van de kerk werd toegekend aan het Onze-Lieve-Vrouwekapittel te Doornik.
Omtrent de geschiedenis van de kerk is weinig bekend, maar aangezien de Vlakte van Spiere van belang was voor militaire operaties en Spiere in een grensgebied lag. werd de kerk regelmatig verwoest. In 1452 brandde de kerk geheel af en in 1477 werd in en rond de kerk een veldslag tussen de Vlamingen en de troepen van Lodewijk XI van Frankrijk uitgevochten. In 1524 werd de toren gebouwd, maar de kerk ondervond schade einde 16e eeuw, tijdens de godsdiensttwisten, en ook eind 17e eeuw, door toedoen van Franse troepen. Begin 18e eeuw, tijdens de Spaanse Successieoorlog, werd de kerk opnieuw beschadigd.
De vervallen kerk werd in 1754-1755 herbouwd. De toren bleef behouden. In 1890-1893 werd ook deze kerk gesloopt en een nieuwe gebouwd, waarbij opnieuw de toren behouden bleef. Vermoedelijk was het een ontwerp van Jules Carette.
In 1918 werd de kerk opnieuw zwaar beschadigd. In 1920-1925 werd de kerk gebouwd naar het oorspronkelijk ontwerp.

## Gebouw
Het betreft een pseudobasiliek, uitgevoerd in Doornikse steen, met ingebouwde zuidwesttoren. De toren is van 1524. De kerk heeft een halfrond koor.

## Interieur
Het grootste deel van het kerkmeubilair is neogotisch en dateert van 1892.

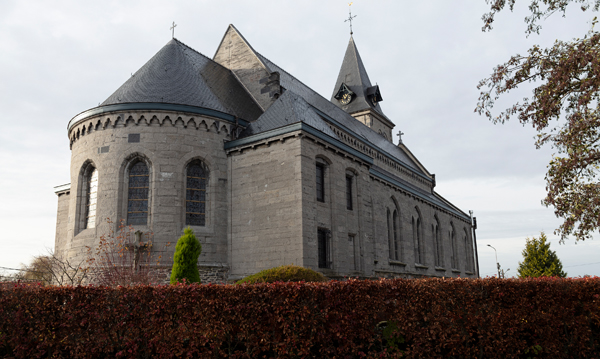
Exterieur
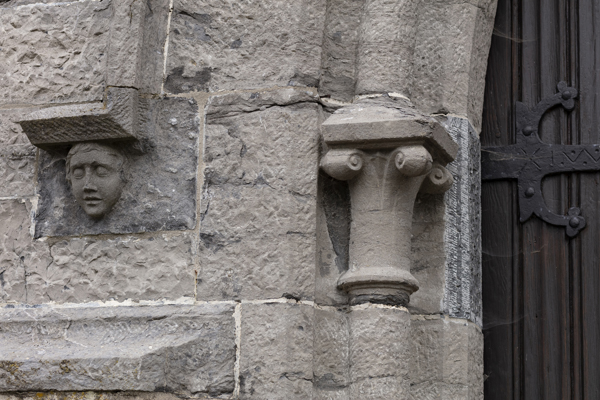
Portaal met console
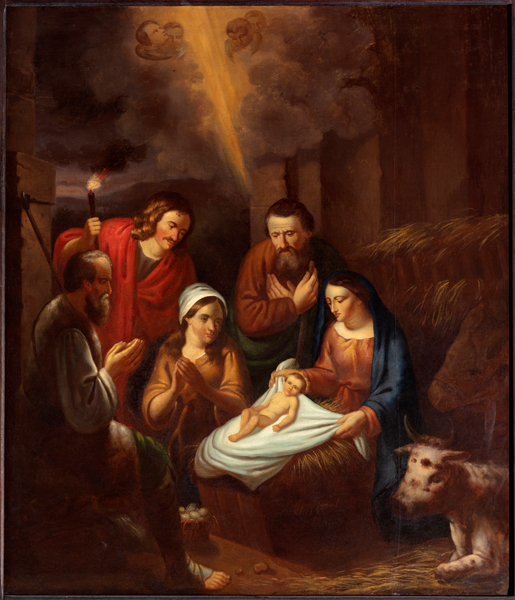
Schilderij Aanbidding der herders
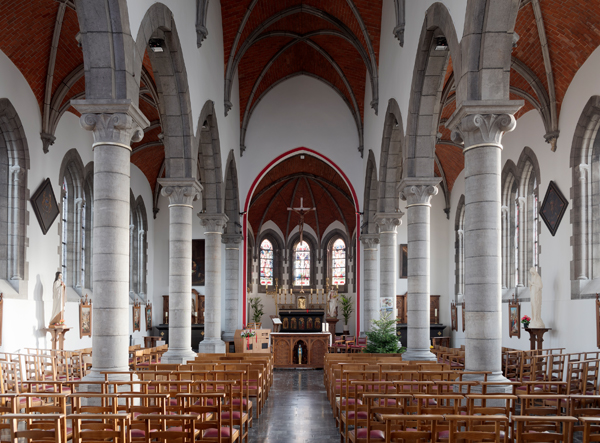
Interieur